# 野口 (白井市)
野口（のぐち）は、千葉県白井市の地名。郵便番号270-1438。

## 地理
西から北は七次台、東は木、南は根に隣接している。

## 世帯数と人口
2017年（平成29年）10月31日現在の世帯数と人口は以下の通りである。
| 大字 | 世帯数  | 人口  |
| ---- | ------- | ----- |
| 野口 | 182世帯 | 560人 |

## 小・中学校の学区
市立小・中学校に通う場合、学区は以下の通りとなる。
| 番地 | 小学校               | 中学校               |
| ---- | -------------------- | -------------------- |
| 全域 | 白井市立七次台小学校 | 白井市立七次台中学校 |

## 施設
- 七次第2公園
- 野口多目的広場
- 愛宕神社

## 交通

### 鉄道
地内に鉄道は通っていない。近隣の根に北総鉄道北総線の西白井駅が置かれており、利用できる。